# Rami
För andra betydelser, se Rami (olika betydelser).
Rami (Boehmeria nivea), även kinagräs, är en art i familjen nässelväxter. Den växer vild i Östasien och odlas som spånadsväxt. Rami var den viktigaste spånadsväxten i Kina fram till 1300-talet, och stjälken har de längsta kända och starkaste bastcellerna hos någon växt.

## Biologi
Rami härstammar från Kina. Växten liknar den vanliga brännässla men saknar brännhår. Det är en flerårig växt med upp till 3 m höga och ihåliga stjälkar, och växer i form av en ört eller halvbuske. Bladen är mer eller mindre rundade och långskaftade, och de små grönaktiga blommorna, som är enkönade, sitter i stjälkarnas toppar i täta samlingar. Bastcellerna i stjälkarna är de längsta kända hos någon växt, men utvinningen av dessa fibrer är förknippad med vissa svårigheter.
Arten förökas vegetativt.
Växten beskrevs av Carl von Linné, Gaud. gav den sitt nu gällande vetenskapliga namn. Rami ingår i släktet Boehmeria och familjen nässelväxter. Inga underarter finns listade i Catalogue of Life.

## Odling och historik
Odlad rami skördas 3–4 gånger per år under cirka 30 år. Den behöver vanligtvis planteras om efter 5–6 år för att ge vitala plantor. Huvuddelen av produktionen sker i Ostasien, främst Kina och Japan och då beskriven som vit eller kinesisk rami (kinagräs). Odling finns även i Indien och i den malajiska arkipelagen (varianten grön rami eller rhea) samt i Centralasien och Brasilien. Kina, Brasilien och Filippinerna står nuförtiden för den största delen av produktionen. Rami säljs – i likhet med lin – i form av långfibrer, blånor och i cottoniserad paketering.
Fibrerna hos rami är vita, och i jämförelse med hos det liknande linet är de längre, grövre och något starkare; fibrerna räknas som de starkaste hos någon växt.
Fram till 1300-talet var rami den viktigaste spånadsväxten i Kina.

## Fiber- och spånadsproduktion
Man utvinner fibrer ur rami dels som bast, dels som spånadsmaterial. Vid produktionen avlägsnas bladen först, och sedan utsätts stjälkarna för vatten, ånga eller lut; därefter samlas basen till råtågor. Vidare bearbetning är nödvändig innan fibrerna kan användas till slutprodukter.

Det råa bastet fås genom skrapning eller genom att man behandlar stjälkarna med varmt vatten och ånga eller asklut, varefter bark och bast lätt kan skiljas av. Råa fibrer utvinns genom en mekanisk behandling av stjälkarna efter en kortvarig rötning. Vidare förädling, så kallad cottonisering, av fibrerna sker för framställning av spinnmaterial.
Råa fibrer används främst till repslageriarbeten. De förädlade fibrerna, som har stor styrka och vacker glans, används till olika slag av textilmaterial, inklusive till nät, segel- och filterdukar samt till teknisk användning. Fibern används i blandningar med bomull som spinns till garn eller tråd och vävs till tyg, som mest används till möbler, kläder, bordsdukar och gardiner.

## Synonymer
- Urtica tenacissima (Gaud.) Roxb.
- Urtica nivea Linné
- Ramium niveum (Linné) Kuntze
- Procris nivea (Linné) Wedd.
- Boehmeria thailandica T. Yahara
- Boehmeria tenacissima Gaud.
- Boehmeria nivea var. viridula (Yamamoto) S.S. Ying
- Boehmeria nivea f. viridula (Yamamoto) Hatusima
- Boehmeria nivea var. tenacissima (Gaud.) Miq.
- Boehmeria nivea var. reticulata Bl.
- Boehmeria nivea var. nipononivea (Koidz.) W.T. Wang
- Boehmeria nivea f. nipononivea (Koidz.) Hatusima
- Boehmeria nivea var. concolor Makino
- Boehmeria nivea f. concolor (Makino) S. Hatusima
- Boehmeria nipononivea var. concolor (Makino) Ohwi
- Boehmeria nipononivea Koidz.
- Boehmeria mollicoma Miq.
- Boehmeria frutescens var. viridula (Yamam.) Suzuki
- Boehmeria frutescens var. concolor (Makino) Nakai
- Boehmeria compacta Bl.

## Bildgalleri

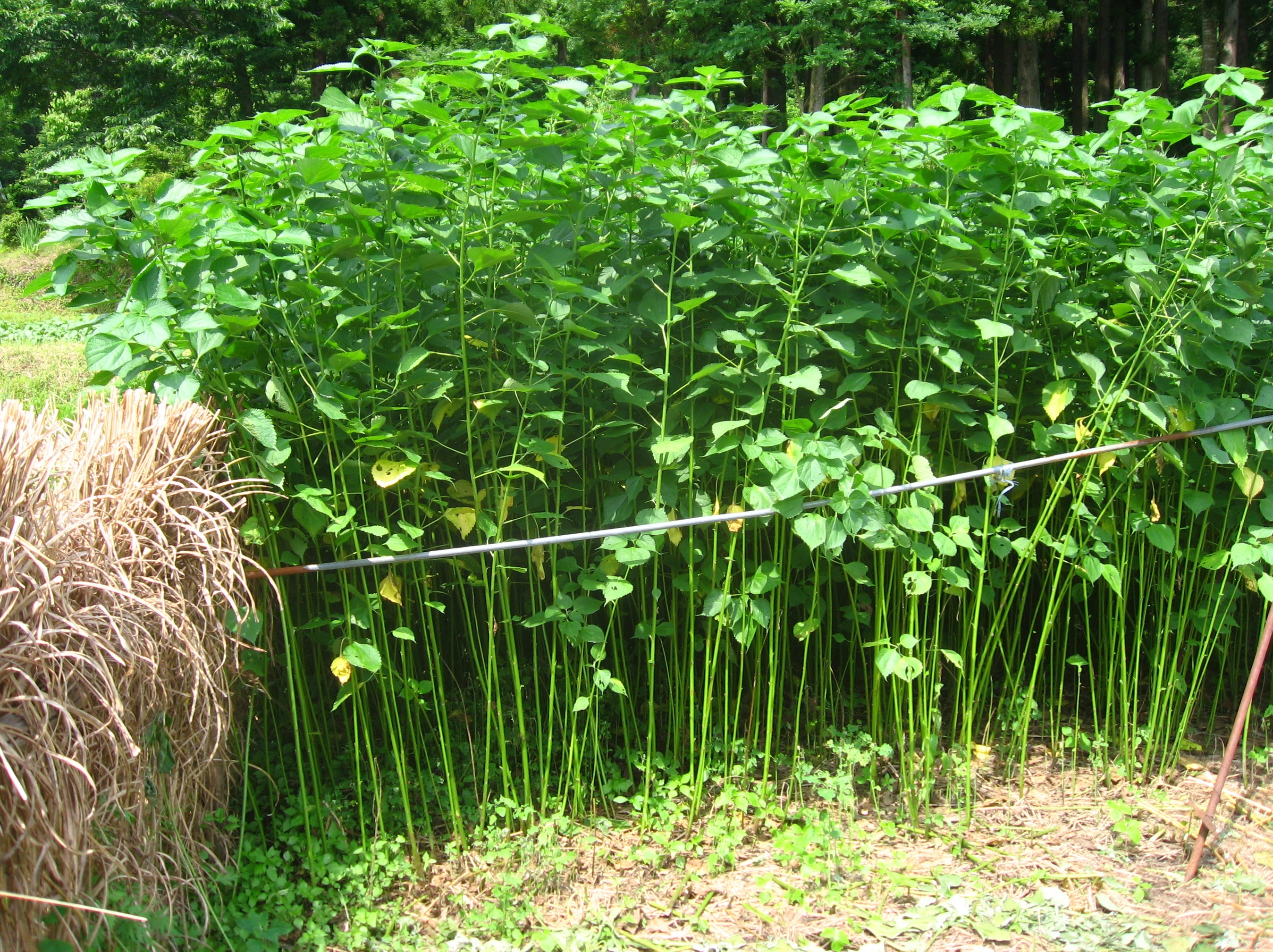
Odling
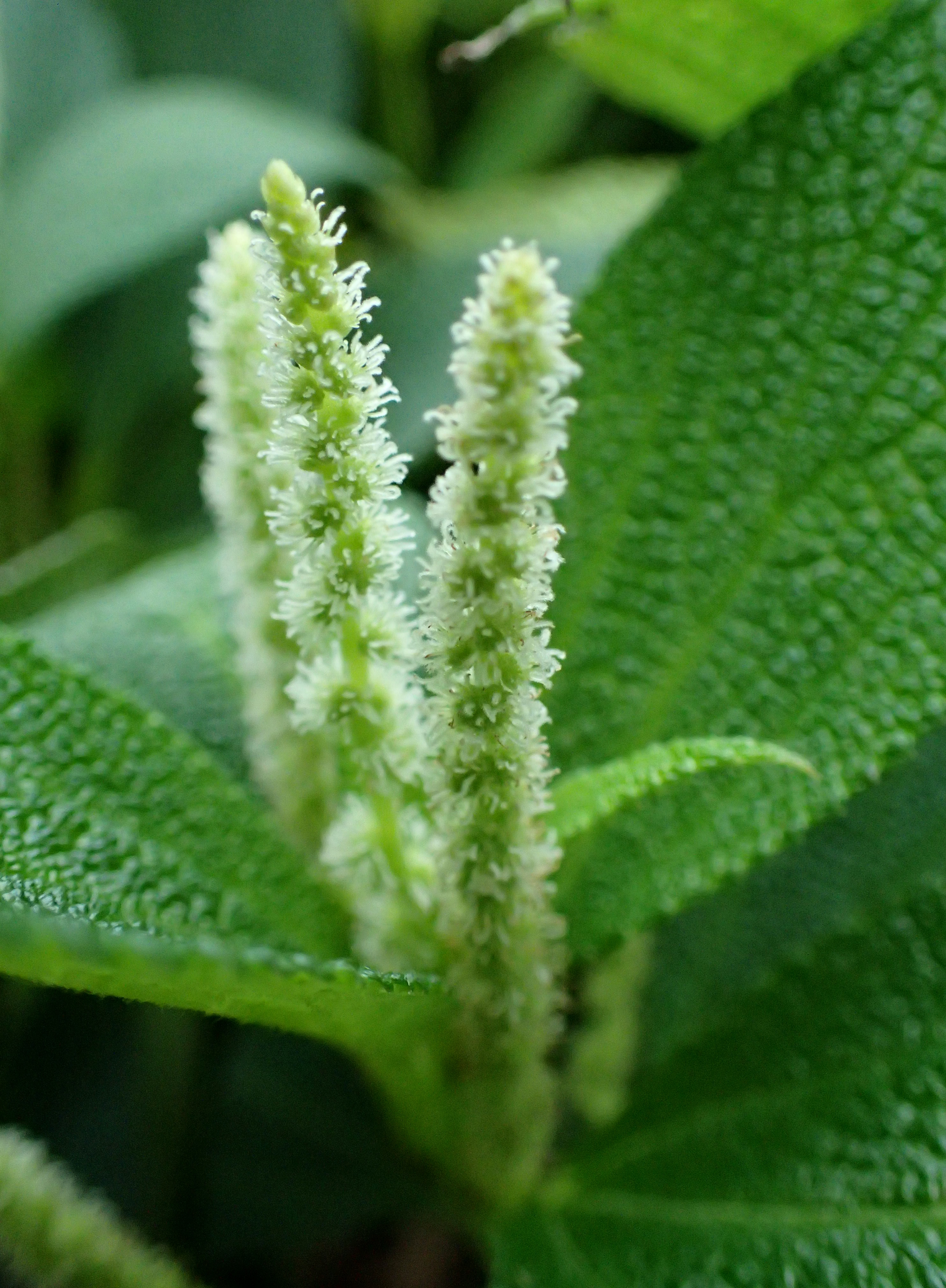
Blomställning
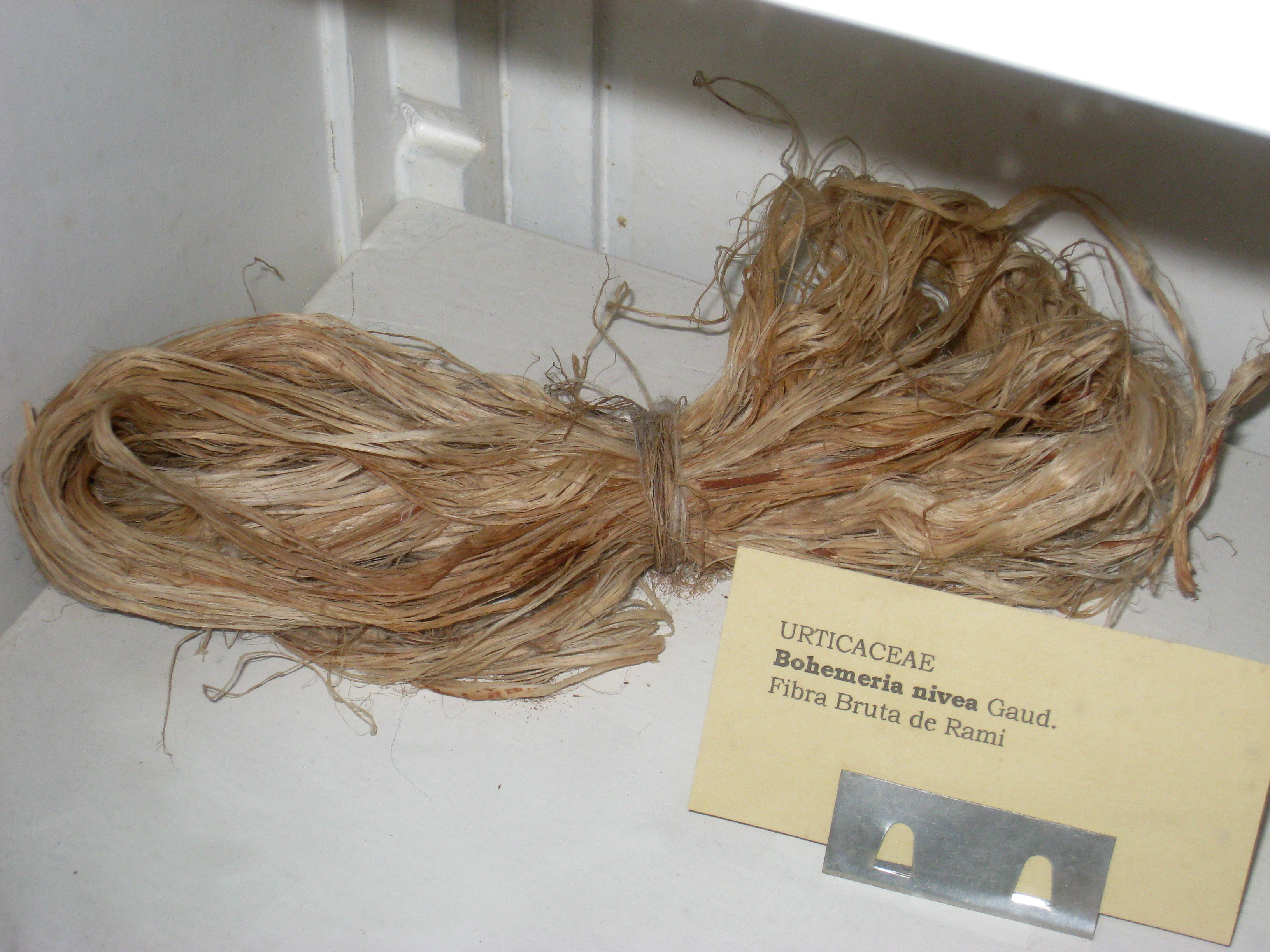
Råa bastfibrer av rami